# 电梯迷宫
《电梯迷宫》（又译作）是一款由太东公司制作和出品的游戏。游戏于1984年在街机发行，后移植至其他平台。
玩家扮演一名间谍，在一个有电梯的高楼穿行。玩家需要开枪击败高楼中的敌人。

## 系列作品
- 《電梯DX》（エレベーターアクション デラックス）